# Compseuta
Compseuta is een geslacht van wantsen uit de familie van de Tingidae (Netwantsen). Het geslacht werd voor het eerst wetenschappelijk beschreven door Carl Stål in 1873.

## Soorten
Het genus bevat de volgende soorten:

- Compseuta bioculata Drake, 1948
- Compseuta biseriata Drake, 1948
- Compseuta bispinosa Drake, 1951
- Compseuta brevicarinata Schouteden, 1923
- Compseuta capensis (Walker, 1873)
- Compseuta comes Drake, 1951
- Compseuta cordiae Drake, 1948
- Compseuta dispar Schouteden, 1923
- Compseuta expleta Drake, 1955
- Compseuta holana Drake, 1948
- Compseuta lamellata Drake, 1958
- Compseuta latipennis Horváth, 1910
- Compseuta lefroyi Distant, 1909
- Compseuta montandoni Distant, 1904
- Compseuta motoensis Schouteden, 1955
- Compseuta notialis Drake, 1948
- Compseuta ornatella (Stål, 1855)
- Compseuta picta Schouteden, 1923
- Compseuta propinqua Rodrigues, 1987
- Compseuta russelii Livingstone, 1972
- Compseuta sejuncta Drake, 1948
- Compseuta teretis Drake, 1948
- Compseuta yemeni Péricart, 1992